# لمور تاج‌دار
 لمور تاج‌دار (نام علمی: Eulemur coronatus) نام یک گونه از تیره لموریان است.